# Miss España Internacional
Se denomina Miss España Internacional a aquella joven que representa a España en Miss Internacional. Esta chica es electa entre miles de candidatas que se presentan cada año a los cástines de la organización Miss España. No suele ser la ganadora del certamen nacional la que acuda a la cita internacional, en caso de que no cumpla los requisitos impuestos por la organización de Miss Internacional o no pueda asistir por cualquier motivo personal, la joven será automáticamente sustituida por su primera dama, y será esta la encargada de ocupar su lugar en el evento.

## Requisitos impuestos por la organización del Miss Internacional
- Ser mujer de nacimiento.
- Tener la nacionalidad española.
- Tener entre 18 y 27 años.
- No haber contraído matrimonio nunca.
- No estar, ni haber estado, embarazada.
- Tener la disposición de ser Miss Internacional y cumplir con todas las citas que ello conlleva.

## Representación internacional
| Año                                                          | Miss Internacional España     | Posición en Miss Internacional | Premios especiales   |
| ------------------------------------------------------------ | ----------------------------- | ------------------------------ | -------------------- |
| 2023                                                         | Claudia González              | No clasificó                   |                      |
| 2022                                                         | Ángela Ropero Pérez           | Top 8                          |                      |
| No realizado debido al impacto de COVID-19 entre 2020 y 2021 |                               |                                |                      |
| 2019                                                         | Claudia Cruz García González  | No clasificó                   |                      |
| 2018                                                         | Susana Sanchez Hernandez      | Top 8                          |                      |
| 2017                                                         | Elizabeth Ledesma Laker       | No clasificó                   |                      |
| 2016                                                         | Anabel Delgado Torres         | No clasificó                   |                      |
| 2015                                                         | Cristina Silva Cano           | No clasificó                   |                      |
| 2014                                                         | Rocío Tormo                   | No clasificó                   |                      |
| 2013                                                         | Araceli Carrilero Martínez    | Top 15                         |                      |
| 2012                                                         | Ana Amparo Crespo Martínez    | No clasificó                   |                      |
| 2011                                                         | Sárah López Bujía             | No clasificó                   |                      |
| 2010                                                         | Desireé Panal Ramírez         | Top 15                         |                      |
| 2009                                                         | Melania Santiago Cáceres      | Top 15                         |                      |
| 2008                                                         | Alejandra Andreu Santamarta   | Miss Internacional 2008        | Miss Fotogénica      |
| 2007                                                         | Nerea Arce Alea               | Top 15                         |                      |
| 2006                                                         | Sara Sánchez Torres           | Top 12                         |                      |
| 2005                                                         | Maria del Pilar Domínquez     | No clasificó                   |                      |
| 2004                                                         | Cristina Torres Domínguez     | Top 15                         |                      |
| 2003                                                         | Maria Carrillo Reyes          | No clasificó                   |                      |
| 2002                                                         | Laura Espinosa Huertas        | Top 12                         |                      |
| 2001                                                         | Ayola Molina Carrasco         | Top 15                         |                      |
| 2000                                                         | Raquel Rovira González        | Top 12                         |                      |
| 1999                                                         | Carmen Fernández Ruiz         | 1ª finalista                   |                      |
| 1998                                                         | Vanesa Romero Torres          | Top 15                         |                      |
| 1997                                                         | Isabel Gil Gambín             | Top 15                         |                      |
| 1996                                                         | Rosa María Casado Teixidor    | Top 15                         |                      |
| 1995                                                         | Jimena Garay                  | Top 15                         |                      |
| 1994                                                         | Carmen María Vicente Abellán  | 1ª finalista                   |                      |
| 1993                                                         | Ana Piedad Galván Malagón     | No clasificó                   |                      |
| 1992                                                         | Samantha Torres Waldrón       | Top 15                         |                      |
| 1991                                                         | Elodie Chantal Jordá de Quay  | Top 15                         |                      |
| 1990                                                         | Silvia de Estaban Niubó       | Miss Internacional 1990        |                      |
| 1989                                                         | Mercedes Martín Mier          | Top 15                         |                      |
| 1988                                                         | María Aragall Casadellá       | Top 15                         |                      |
| 1987                                                         | Ana García Bonilla            | Top 15                         |                      |
| 1986                                                         | Irán Pont Gil                 | Top 15                         |                      |
| 1985                                                         | Beatriz Molero Beltrán        | Top 15                         |                      |
| 1984                                                         | Soledad Marisol Pila Balanza  | Top 15                         |                      |
| 1983                                                         | Milagros Pérez Castro         | Top 15                         |                      |
| 1982                                                         | María del Carmen Arqués       | 1ª finalista                   |                      |
| 1981                                                         | Francisca Ondiviela Otero     | No clasificó                   |                      |
| 1980                                                         | María Agustina García Alcaide | 3ª finalista                   | Miss Elegancia       |
| 1979                                                         | Yolanda María Hoyos Vega      | No clasificó                   |                      |
| 1978                                                         | María Arencibia Parrado       | No clasificó                   |                      |
| 1977                                                         | Pilar Medina Canadell         | Miss Internacional 1977        | Mejor Traje Nacional |
| 1976                                                         | Victoria Martín González      | Top 15                         |                      |
| 1975                                                         | María Teresa Maldonado Valle  | No clasificó                   |                      |
| 1974                                                         | Consuelo Martín López         | Top 15                         |                      |
| 1973                                                         | María Isabel Lorenzo Saavedra | 3ª finalista                   | Miss Simpatía        |
| 1972                                                         | Gloria Puyol Toledo           | No clasificó                   |                      |
| 1971                                                         | Consuelo Varela Costales      | No clasificó                   |                      |
| 1970                                                         | María Margarita García García | No clasificó                   |                      |
| 1969                                                         | Mery de Lara Caballero        | Top 15                         |                      |
| 1968                                                         | Yolanda Legarreta Urquijo     | No clasificó                   |                      |
| 1967                                                         | Amparo Ruiz                   | No clasificó                   |                      |
| 1966                                                         | No realizado                  | No realizado                   | No realizado         |
| 1965                                                         | Rafaela Roque Sánchez         | Top 15                         |                      |
| 1964                                                         | Lucia Pilar Herrera           | No clasificó                   |                      |
| 1963                                                         | María Encarnación Zalabardo   | No clasificó                   |                      |
| 1962                                                         | No compitio                   | No compitio                    | No compitio          |
| 1961                                                         | Maria Cervera Fernández       | 2ª finalista                   | Mejor Vestido Corto  |
| 1960                                                         | Elena Herrera Dávila-Núñez    | No clasificó                   |                      |

- Datos: Q6019301